# María Moczó (Santurce)
|                                                  |                                                         |
| Coordenadas                                      | 18°26′39″N 66°3′13″O / 18.44417, -66.05361              |
| Entidad • País • Territorio • Municipio • Barrio | Sub-barrio Estados Unidos Puerto Rico San Juan Santurce |
| Superficie                                       | 0,11 km² (0,04 mi²)                                     |
| Población • Densidad poblacional                 | 1.964 (2000) 18.494,1 km² (47.899,5 mi²)                |

María Moczó es uno de los cuarenta “sub-barrios” del barrio Santurce en el municipio de San Juan, Puerto Rico. De acuerdo al censo del año 2000, este sector contaba con 1.964 habitantes y una superficie de 0,11 km². Estas cifras le posicionaban como el sub-barrio santurcino con mayor densidad poblacional.